# American Heart Association
L'American Heart Association, abbreviata in AHA, è un'organizzazione statunitense non a scopo di lucro che si occupa di ridurre le morti causate da problemi cardiaci e ictus.
Fu fondata nel 1915 e ha sede a Dallas, in Texas.
È una delle 7 Associazioni facenti parte dell’International Liaison Committee on Resuscitation (ILCOR) e promotore delle linee guida internazionali per l’emergenza cardiovascolare che vengono aggiornate e diffuse ogni 5 anni.
Ad oggi la rete AHA è presente in oltre 80 Paesi , oltre 4.000 centri di formazione e forma 16 milioni di studenti formati ogni anno. L'AHA possiede 156 uffici locali, impiega 3.000 persone e conta su 22,5 milioni tra volontari e sostenitori.
Il presidente attuale è Dr. Joseph Wu.
In Italia il centro riconosciuto dall'American Heart Association è l'Associazione Centro Formazione Medica.